# 아메리카피그미뒤쥐
아메리카피그미뒤쥐(Sorex hoyi)는 땃쥐과에 속하는 포유류의 일종이다. 알래스카주와 캐나다 그리고 미국 북부 지역에서 발견되는 작은 땃쥐이다.

## 아종
- Sorex hoyi hoyi
- Sorex hoyi alnorum
- Sorex hoyi eximius
- Sorex hoyi montanus
- Sorex hoyi thompsoni
- Sorex hoyi winnemana